# Física aristotélica

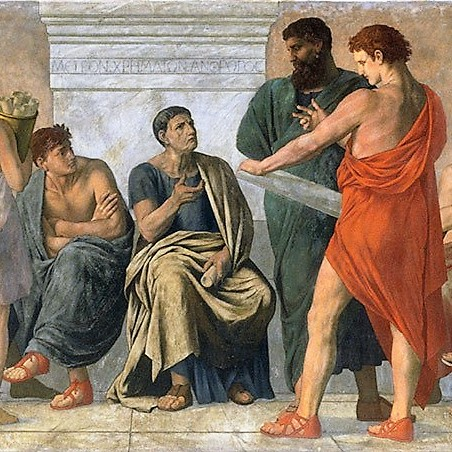
Detalle del fresco de la escuela de Aristóteles por Gustav Adolph Spangenberg (1828-1891).

La física aristotélica es el conjunto de las tesis filosóficas y cosmológicas e hipótesis físicas y astronómicas desarrolladas por Aristóteles y sus seguidores. Estas teorías comprendieron los cuatro elementos, el éter, el movimiento, las cuatro causas, las esferas celestes, el geocentrismo, etc. Las principales obras de Aristóteles en donde desarrolla sus ideas físicas son: la Física, Sobre el cielo y Acerca de la generación y la corrupción. Los principios fundamentales de su física son:

1. Lugares naturales: cada uno de los cuatro elementos querría estar en una posición distinta relativa al centro de la Tierra, que también es el centro del universo. La tierra y el agua son graves y descienden, el fuego y el aire son livianos y ascienden.
2. Relación entre la velocidad y la densidad: la velocidad es inversamente proporcional a la densidad del medio.
3. Gravedad/levedad: para lograr esta posición, los objetos sienten una fuerza hacia arriba o hacia abajo.
4. Movimiento rectilíneo: un movimiento como respuesta a esta fuerza es en una línea recta a una velocidad constante.
5. Movimiento circular: los planetas se mueven en un movimiento circular perfecto.
6. El tiempo: el ahora, el antes y el después relacionado con el movimiento y el espacio.
7. Negación del vacío: el movimiento en un vacío es infinitamente rápido.
8. El éter: todos los puntos del espacio están llenos con materia.
9. Teoría del continuo: si existieran los átomos esféricos habría un vacío entre ellos, por lo que la materia no puede ser atómica.
10. Quintaesencia: los objetos por encima del mundo sublunar no están formados de materia terrenal.
11. Cosmos incorruptible y eterno: el Sol y los planetas son esferas perfectas, y no cambian.
12. Motor inmóvil: causa primera del movimiento de la primera esfera celeste y todo el universo.

El reinado de la física aristotélica, la teoría especulativa de la física más antigua conocida, duró casi dos milenios. No obstante, hubo muy pocas referencias explícitas a experimentos en física aristotélica y Aristóteles llegó a varias conclusiones no mediante experimentos y observaciones, sino mediante argumentos lógicos. Después del trabajo de muchos pioneros como Copérnico, Tycho Brahe, Galileo, Descartes y Newton, se aceptó generalmente que la física aristotélica no era correcta ni viable. Una opinión contraria está dada por Carlo Rovelli, que sostiene que la física de Aristóteles es correcta dentro de su dominio de validez, el de los objetos del campo gravitatorio de la Tierra sumergidos en un fluido tal como aire.

## Física aristotélica
Aristóteles desarrolló una teoría física que se mantuvo vigente hasta la revolución científica. Él nos enseñó que los elementos a partir desde los cuales se formó la Tierra fueron distintos de los que formaron el cielo y el espacio sideral. También enseñó que la dinámica está principalmente determinada por las características y naturaleza de las sustancias de las que está formado el objeto que se desplaza.

### Los elementos

Diagrama de los cuatro elementos clásicos (fuego, aire, agua, tierra) de Empédocles y Aristóteles.

En su obra Acerca de la generación y la corrupción, Aristóteles propuso que el universo estaba formado por la combinación de elementos o compuestos básicos basados en los cuatro elementos presocráticos de la teoría pluralista de Empédocles. Según su teoría, todo está compuesto por: tierra, agua, aire, fuego y éter. En Sobre el cielo, cada elemento tiene un lugar y movimiento natural, determinado por su «gravedad» y «levedad» de su peso.
En cuanto al quinto elemento, Aristóteles sostuvo que todos los cielos, y cada partícula de materia en el universo, estaban formados a partir de otro elemento, él que llamó «éter» (del griego Αἰθήρ). Este elemento se supone que no tenía peso y era «incorruptible». Al éter también se lo llamaba «quintaesencia» —o sea, la «quinta sustancia».
Aristóteles creía que la combinación de cada elemento explica la variedad de cosas en el mundo. Esta idea influyó a los alquimistas sobre la formación de metales y minerales. Se consideraba que las substancias pesadas tales como el hierro y los metales estaban principalmente formadas por el elemento tierra, con una cantidad reducida de materia de los otros elementos. Creía que cuando los rayos del sol caían sobre el agua, producían una exhalación de vapor que era húmeda y fría. Esta exhalación se encerraba en tierra seca, se comprimía y finalmente se convierte en metal.
Según Aristóteles, todos los metales que son fusibles o maleables, como hierro, cobre u oro, se formaron de esta manera. La formación de minerales, por otro lado, ocurrió cuando los rayos del sol cayeron en tierra seca. Produjeron una exhalación de humo que estaba caliente y seca, y la acción del calor produjo los minerales. En esta categoría, Aristóteles incluía sustancias que no se pueden derretir, así como sustancias como el azufre.
Se sostenía que otros objetos, más livianos y/o densos eran menos terrenos, y por lo tanto estaban compuestos con mayor proporción de los otros elementos. Los humanos estaban constituidos con una combinación de todas las substancias, con la excepción del éter, pero cada persona tenía una proporción distintiva de los elementos que era única para cada persona; o sea, no había una cantidad predefinida de cada substancia en el cuerpo humano.
| Elemento | Propuesto por   | Mundo      | Peso       | Movimiento                                  | Cualidades          | Clasificación moderna     |
| Éter     | Aristóteles     | Supralunar | Sin peso   | Circular {\displaystyle \circlearrowright } | Sustancia inmutable | -                         |
| Fuego    | Heráclito       | Sublunar   | Más ligero | Arriba {\displaystyle \Uparrow }            | Caliente y seco     | Combustión / Gas / Plasma |
| Aire     | Anaxímenes      | Sublunar   | Ligero     | Arriba {\displaystyle \Uparrow }            | Caliente y húmedo   | Gas                       |
| Agua     | Tales de Mileto | Sublunar   | Pesado     | Abajo {\displaystyle \Downarrow }           | Frío y húmedo       | Líquido                   |
| Tierra   | Jenófanes       | Sublunar   | Más pesado | Abajo {\displaystyle \Downarrow }           | Frío y seco         | Sólido                    |

### Dinámica

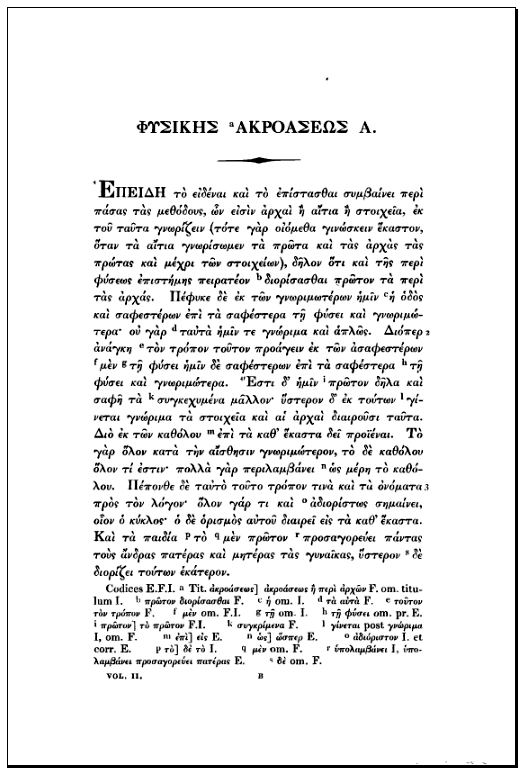
Página de la edición de 1837 del libro Física, escrito por Aristóteles y que trataba sobre un conjunto muy diverso de temas, incluidas filosofía y física.

Aristóteles sostenía que cada uno de los cuatro elementos que forman el mundo poseen afinidad entre sí y por lo tanto que tienen una tendencia a aglutinarse, y que solo era posible evitar esta preferencia por agruparse con otros elementos similares mediante la acción de alguna fuerza que se les opusiera, ya que la tendencia es tan natural como el hecho de que dos imanes se repelan, o que la lluvia caiga desde el cielo. Por ejemplo, dado que el humo está principalmente formado de aire, es natural que se eleve para ponerse en contacto con el aire que forma el cielo. Él también era de la opinión de que los objetos y la materia solo se podían desplazar siempre y cuando una forma de energía los estuviera empujando en una dirección dada. Por lo tanto, si se eliminaran todas las fuerzas que están aplicadas sobre la Tierra, como al lanzar una piedra, entonces el movimiento no se produciría. Esta idea tenía fallas que ya fueron indicadas en la época en la que se formuló el concepto. Mucha gente ponía en duda esta idea, preguntando cómo era que un objeto como una flecha podía seguir moviéndose hacia adelante una vez que había dejado atrás el impulso que le había transferido la cuerda del arco. Aristóteles propuso la idea de que las flechas y otros objetos creaban una especie de vacío en su parte posterior que resultaba en una fuerza que los hacía desplazar hacia delante, lo cual era consistente con su interpretación del movimiento como una interacción del objeto que se desplaza y el medio a través del cual se mueve. Dado que el movimiento turbulento del aire en proximidades de una flecha es sumamente complejo, y todavía no era comprendido, toda discrepancia entre la teoría y la realidad podía ser camuflada en forma elegante.
Dado que Aristóteles colocaba al medio en el centro de su teoría del movimiento, él no podía comprender las ideas del vacío que eran básicas para la teoría atómica de Demócrito. Un vacío es un espacio que no contiene nada, y dado que Aristóteles aseveraba que el movimiento requiere de un medio, él concluía que el vacío era una idea incomprensible. Aristóteles creía que el movimiento de un objeto es inversamente proporcional a la densidad del medio. Cuanto más tenue es el medio, más rápido será el movimiento. Si un objeto se moviera en el vacío, Aristóteles creía que debía desplazarse en forma infinitamente rápida, de forma tal que la materia rellenara todo espacio vacío en el instante en que se produce.

### Mecánica
Aristóteles describe dos tipos de movimiento: «violento» o «movimiento antinatural» (como una piedra arrojada), y «movimiento natural».

Ahora bien, entre las cosas que tienen movimiento de suyo, algunas se mueven por sí mismas y otras por otras cosas; y en algunos casos su movimiento es natural, en otros violento y contrario a su naturaleza. En las cosas que se mueven por sí mismas su movimiento es natural, como por ejemplo en todos los animales, pues el animal se mueve a sí mismo por sí mismo; y siempre que el principio del movimiento de una cosa está en la cosa misma decimos que su movimiento es natural.
Física (254b 10)

En un movimiento violento, tan pronto como el agente deja de causarlo, el movimiento también se detiene, por lo que el estado estado natural de las cosas es el reposo. Sin embargo, cada elemento tiene un movimiento natural acorde a su materia. Cada elemento en la Tierra se mueve, de forma natural, en línea recta hacia el lugar que le corresponde, en el que se detendrá una vez alcanzado, de lo que resulta que el movimiento terrestre siempre es lineal y siempre acaba por detenerse. El agua y la tierra se mueven naturalmente hacia el centro del universo, el aire y el fuego se alejan del centro, y el éter gira en torno al centro. Estos principios servían para explicar fenómenos como que las rocas caigan y el humo suba. Además explicaban la redondez del planeta, y las órbitas de los cuerpos celestes. Los cielos se mueven de forma natural e infinita siguiendo un complejo movimiento circular, por lo que deben, conforme con la lógica, estar compuestos por un quinto elemento, que él llamaba éter, elemento superior que no es susceptible de sufrir cualquier cambio que no sea el de lugar realizado por medio de un movimiento circular.

Las leyes del movimiento de Aristóteles, declaran que los objetos caen a una velocidad proporcional a su peso e inversamente proporcional a la densidad del fluido en el que están inmersos. Esta es una aproximación correcta para objetos en el campo gravitacional de la Tierra moviéndose en aire o agua, aunque se sabe que sus teorías físicas están erradas. Aristóteles declaró que los objetos pesados (tierra, por ejemplo) requieren más fuerza para hacerlos moverse; y los objetos empujados con mayor fuerza se mueven más rápido. Es decir:

{\displaystyle F=mv}

Esta fórmula es incorrecta en física moderna. También Aristóteles aclara que:
"Vemos que un mismo peso y cuerpo se desplaza más rápidamente que otro por dos razones: o porque es diferente aquello a través de lo cual pasa (como el pasar a través del agua o la tierra o el aire), o porque el cuerpo que se desplaza difiere de otro por el exceso de peso o ligereza, aunque los otros factores sean los mismos."

La tesis se podría formar la siguiente ecuación: la velocidad (v) de un cuerpo es proporcional la fuerza (F) aplicada al moverlo e inversamente proporcional a su masa (m) y a su resistencia (r). Es decir:

{\displaystyle v={\frac {F}{mr}}}

La teoría aristotélica de que el movimiento lineal siempre se lleva a cabo a través de un medio de resistencia es, en realidad, válida para todos los movimientos terrestres observables. La teoría primitiva gravitatoria de Aristóteles sobre la caída de objetos, basada en las tendencias inherentes de lo "levedad" y lo "gravedad". En este sistema, Aristóteles sostenía también que los cuerpos más pesados de una materia específica caen de forma más rápida que aquellos que son más ligeros cuando sus formas son iguales. Así, según Aristóteles, una bala de cañón de 100 kg debería caer 100 veces más rápido hacia la Tierra que una bala de cañón de 1 kg. Este concepto equivocado fue ya discutido desde su época con Estratón de Lámpsaco en esos dos libros Sobre la ligereza y la pesadez y Sobre el movimiento.
"Si alguien suelta una piedra, u otra cosa que tenga peso, sosteniéndola a un dedo sobre el suelo, ciertamente no hará un impacto visible en el suelo, pero si uno la suelta sosteniéndola a cien pies de altura o más, tendrá un fuerte impacto. Y no hay otra razón para ese impacto. Porque no tiene mayor peso, ni es impulsado por una fuerza mayor; pero se mueve más rápido."
Se dice que Juan Filópono (en la Edad Media) y Galileo demostraron mediante experimentos que la afirmación de Aristóteles de que un objeto más pesado cae más rápido que un objeto más ligero es incorrecta. 

### Vacío
En cuanto al vacío, entendido como "el lugar en el cual no hay nada" defendido por Demócrito y las corrientes atomistas, Aristóteles rechazó su existencia. Afirmó resolver el problema del movimiento sin apelar al vacío. Según él, el movimiento puede entenderse como un cambio cualitativo en un espacio lleno (plenum) "porque los cuerpos pueden simultáneamente reemplazarse entre sí, sin que haya que suponer ninguna extensión separada y aparte de los cuerpos que están en movimiento". Aristóteles argumentó que en un vacío, la velocidad de la caída se volvería infinita y la velocidad de todos los objetos sería la misma, y a partir de este aparente absurdo, llega a la conclusión de que no es posible un vacío. Siendo la velocidad el espacio (e) recorrido en un tiempo (t), aplicando la fórmula anterior, al no tener ni masa (m) ni resistencia (rr) el vacío, en él se recorrería un espacio en un tiempo 0:

{\displaystyle {\frac {e}{t}}={\frac {F}{mr}}\rightarrow t={\frac {mre}{F}}\rightarrow t={\frac {0}{F}}\rightarrow t=0}

Por otro lado, en el poema De rerum natura de Lucrecio, declara que a través de un vacío, sin perturbaciones, todos los cuerpos deben viajar a la misma velocidad incluso cuando son impulsados por pesos desiguales, y es solo debido a la resistencia de un medio que a veces se percibe que los objetos más pesados caen más rápido, porque pueden empujar a través del aire o agua con más fuerza.
Hoy en día sabemos que Aristóteles estaba equivocado, ya que el vacío existe y los objetos se mueven con la misma aceleración. Durante el trascurso de la historia, se asumió la concepción que la naturaleza «teme al vacío» (horror vacui). No fue hasta los experimentos con barómetros de Evangelista Torricelli y Blaise Pascal siglos más tarde que se constató y aceptó ampliamente la existencia del vacío.

### Movimiento y gravitación
Aristóteles no reconoció el principio de inercia, que no fue claramente formulado hasta 1478, aunque había ya algunos antecedentes. Así Aristóteles creía que un cuerpo sublunar sólo podía estar en movimiento rectilíneo uniforme si continuamente actuaba sobre él una fuerza en contradicción con la primera ley de Newton. La experiencia muestra que si bien en condiciones ordinarias no es sencillo mantener un cuerpo en movimiento rectilíneo uniforme, eso sucede precisamente porque existe una fuerza que se opone al movimiento, la fricción. Aristóteles no concebía la posibilidad del vacío, es decir, una región desprovista de materia y por tanto de fuerzas de fricción, así que no hizo el experimento mental de imaginar qué pasaría con un cuerpo moviéndose a través de él, y esa esencialmente fue la razón por la que no acertó a reconocer el principio de inercia. 
En presencia de medios dotados de fricción, Aristóteles creía que la fuerza necesaria para mantenerlo en movimiento era proporcional a la masa e inversamente proporcional a viscosidad o densidad del medio. Matemáticamente, las conjeturas de Aristóteles habrían llevado  del tipo:

{\displaystyle F\propto mv\rho ,\qquad \mathrm {o} \qquad F\propto mv\eta }

donde m es la masa del cuerpo, v la velocidad del movimiento uniforme, ρ la densidad del medio y η viscosidad del medio. Aristóteles no presenta una definición exacta de densidad o viscosidad, si interpretamos los términos usados por Aristóteles por sus equivalentes modernos, la segunda ecuación guarda alguna relación con la fuerza sobre una partícula que se mueve en el seno de un fluido a baja velocidad (en régimen laminar y no turbulento):

{\displaystyle F=K_{c}v\eta }

Aunque Aristóteles erróneamente consideraba que la fuerza debía ser proporcional a la masa m en lugar de al coeficiente aerodinámico correspondiente Kc , que es independiente de la masa y sólo depende de la geometría o forma del cuerpo.
Algunas ideas erróneas similares llevaron a Aristóteles a pensar que la velocidad de caída de un cuerpo era a partir de cierto punto más o menos constante y proporcional a la masa (así los cuerpos más pesados caerían más rápidamente que los cuerpos más ligeros). Esta idea es errónea, ya que todo cuerpo que no ha alcanzado su velocidad límite de caída cae aceleradamente durante casi toda su trayectoria. La idea aristotélica sólo sería correcta para los cuerpos cayendo a su velocidad límite en el seno de un fluido muy denso que viene dada aproximadamente por:

{\displaystyle v_{\infty }={\frac {mg}{K_{c}\eta }}}

Aunque en presencia de flujo turbulento (como sucedería en el aire), la expresión tampoco se ajusta a la idea aristotélica, ya que la velocidad límite de caída sería:

{\displaystyle v_{\infty }={\sqrt {\frac {2F}{\rho AC_{d}}}}}

Por lo que la densidad del medio no sería inversamente proporcional a la velocidad, sino inversamente proporcional a su cuadrado.

### Astronomía

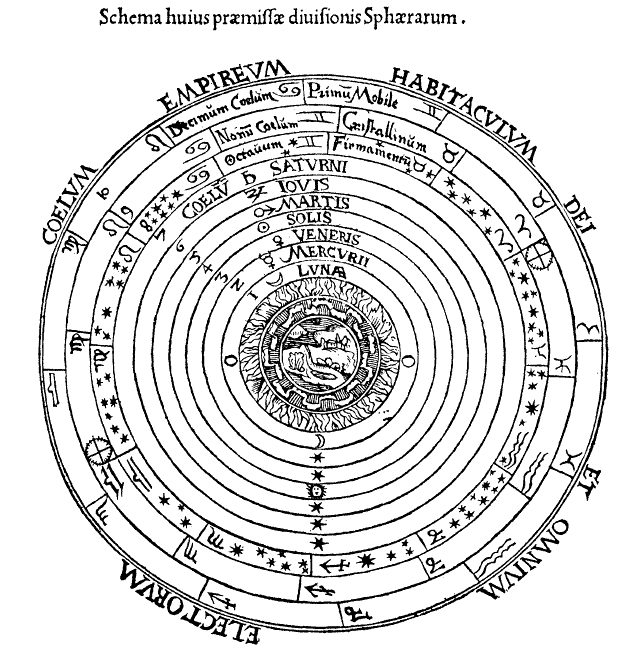
Representación del modelo cosmológico geocéntrico de las esferas celestes en el Cosmographia de Petrus Apianus (1539).

Aristóteles sostuvo la esfericidad de la Tierra usando pruebas lógicas y matemáticas, además de datos empíricos, como la variación de la posición de las estrellas en distintos lugares y la sombra redonda de la Tierra proyectada en los eclipses lunares. El filósofo también sostuvo que la Tierra tenía el tamaño de unos cuarenta miríadas de estadios (aproximadamente entre 70.000 y 80.000 km).
En astronomía, Aristóteles propuso la existencia de un Cosmos esférico y finito. Según su postura, la Tierra se encontraba inmóvil en un sistema geocéntrico, mientras a su alrededor giraba el Sol con otros planetas. Aristóteles habló del mundo sublunar, la parte central de cosmos en el cual existe la generación y la corrupción y estaría compuesta por los cuatro elementos: tierra, aire, fuego y agua; y el mundo supralunar, perfecto e incorruptible, compuestos por las estrellas y objetos celestes estaban incrustados en esferas celestes de éter concéntricas que giraban alrededor de la Tierra.
La totalidad de los cuerpos puede estar limitada por algo que no es en sí mismo un cuerpo y que se encuentra fuera del cosmos. Aristóteles argumenta que el movimiento continuo del universo debe de ser causado por un motor simple que está inmóvil, si no, se haría una regresión al infinito. El motor inmóvil (Física , VIII, 10) que identificó con Dios (Metafísica XII, 7) debe ocupar la circunferencia exterior de la esfera, puesto que las cosas más cercanas al motor inmóvil son las que se mueven con mayor velocidad, siendo los astros. El motor inmóvil acciona más allá de la esfera de las estrellas fijas la primera esfera celeste y el movimiento de los “astros errantes” (esto es lo que significa la palabra griega “planetas”), requiere de otras esferas y, por lo tanto, de otros motores. Cada esfera está habitada por un ser inmaterial al que Aristóteles llamó "Inteligencia". Siguiendo la cosmología de Eudoxo de Cnido y su discípulo Calipo, que tomaría consideración de 33 esferas para explicar los movimientos celestes observables, Aristóteles introduce más esferas para explicar el movimiento de los cinco planetas o “cuerpos errantes” (Mercurio, Venus, Marte, Júpiter y Saturno), el Sol y las estrellas. Él sugirió que el número de estas esferas era de «47 o 55».
Fue Aristóteles el primero en criticar la noción pitagórica de la armonía de las esferas. Los pitagóricos creían que el movimiento de los planetas debe producir un ruido, pero explican que no es perceptible a causa que ese ruido data para nuestros oídos desde el momento mismo de nuestro nacimiento. Él consideró esa idea como ingeniosa y muy poética, pero imposible.
Esta teoría de la Tierra como centro del universo perduró por varios siglos hasta que Copérnico en el siglo XVI cambió el concepto e introdujo una nueva serie de paradigmas, concibiendo el Sol como centro del universo.

## Críticas durante la Antigüedad y la Edad Media
El aristotélico Estratón de Lámpsaco fue muy crítico con la física de Aristóteles. Su descubrimiento principal fue el de considerar al aire como un elemento material, como el agua o la tierra. Esto, que ahora parece evidente, no lo era tanto entonces: lo que no se podía observar no tenía por qué ser material. Pero Estratón rompió ese tabú. No solo afirmó que el aire estaba formado por partículas materiales sino que lo demostró. Era crítico con el concepto de lugar de Aristóteles como superficie circundante, prefiriendo verlo como el espacio que ocupa una cosa. También rechazó la existencia del quinto elemento de Aristóteles. Simplicio citó a Estratón diciendo que "si alguien suelta una piedra, u otra cosa que tenga peso, sosteniéndola a un dedo sobre el suelo, ciertamente no hará un impacto visible en el suelo, pero si uno la suelta sosteniéndola a cien pies de altura o más, tendrá un fuerte impacto. Y no hay otra razón para ese impacto. Porque no tiene mayor peso, ni es impulsado por una fuerza mayor; pero se mueve más rápido".
Arquímedes corrigió la teoría de Aristóteles de que los cuerpos se mueven hacia sus lugares naturales demostrando con su principio que todas las cosas materiales (incluido el aire) podrían ser pesadas y simplemente variar según la densidad, de modo que los objetos se moverán "hacia arriba" no porque posean "ligereza" sino porque su densidad es menor que el medio circundante, de la misma forma que los botes de metal pueden flotar por la superficie del agua.
El poeta Lucrecio, que declara su obra De la naturaleza de las cosas que "a través de un vacío sin perturbaciones todos los cuerpos deben viajar a la misma velocidad, incluso cuando son impulsados por pesos desiguales", y es solo debido a la resistencia de un medio que los objetos más pesados a veces se percibe que caen más rápido, porque pueden atravesar el aire o el agua con más fuerza.
Giambattista Benedetti sostuvo que dos objetos del mismo material pero de diferente peso caerían a la misma velocidad.
El primero en modificar y criticar durante la Edad Media la teoría de gravedad de Aristóteles fue Juan Filópono, y posteriormente procedieron de igual manera varios físicos musulmanes. Ja'far Muhammad ibn Mūsā ibn Shākir (800-873) del Banū Mūsā escribió el Movimiento Astral y La Fuerza de Atracción, donde descubre que existe una fuerza de atracción entre los cuerpos celestes, anticipando lo que será la ley de gravitación universal de Newton.
En su obra Physica, Juan Filópono escribió que "si uno deja caer simultáneamente desde la misma altura dos cuerpos que difieren mucho en peso", entonces "uno encontrará que la razón de sus tiempos de movimiento no corresponde a la relación de sus pesos”, como afirmó Aristóteles, sino más bien“ que la diferencia en el tiempo es muy pequeña”.
Alhacén (965-1039) también se ocupó de discutir la teoría de atracción entre diversas masas, y parece que él estaba al tanto de la magnitud de la aceleración producida por la gravedad y había descubierto que los cuerpos celestes «obedecían a las leyes de la física». Abū Rayhān al-Bīrūnī (973-1048) fue el primero en descubrir que la aceleración se encuentra asociada a un movimiento no uniforme, lo que es parte de la segunda ley del movimiento de Newton. Durante su debate con Avicena, al-Biruni también criticó la teoría de la gravedad de Aristóteles porque la misma negaba la existencia de la levedad o gravedad en las esferas celestes y por su concepto de que el movimiento circular era una propiedad intrínseca de los cuerpos celestes.
En 1121, al-Khazini, en El libro del Balance de la Sabiduría, propuso que la gravedad y la energía potencial gravitatoria de un cuerpo varían dependiendo de su distancia al centro de la Tierra. Hibat Allah Abu'l-Barakat al-Baghdaadi (1080-1165) escribió una crítica a la física de Aristóteles titulada al-Mu'tabar, donde negó la idea de Aristóteles sobre que una fuerza constante produce un movimiento uniforme, ya que Hibat se dio cuenta de que una fuerza aplicada en forma continua produce una aceleración, una ley fundamental de la mecánica clásica y un adelanto de lo que será la segunda ley del movimiento de Newton. En forma similar a Newton, describió la aceleración como el ritmo de cambio de la velocidad.
Durante el siglo XIV, Jean Buridan desarrolló la teoría del ímpetu, basándose en la teoría del mayl de Avicena y el trabajo de Juan Filópono, como una manera de encontrar una alternativa a la teoría del movimiento de Aristóteles. La teoría del ímpetu fue una precursora de los conceptos de inercia y momento que serán enunciados posteriormente por la mecánica clásica.
En el siglo XVI, al-Biryandí discutió la posibilidad de la rotación de la Tierra. En su análisis de lo que sucedería si la Tierra estuviera rotando, desarrolló una hipótesis similar a la idea de «inercia circular» de Galileo Galilei, la que se describe en la siguiente prueba o ensayo:

La roca pequeña o grande caerá hacia la Tierra a lo largo de una línea que es perpendicular al plano (sath) del horizonte; esto se verifica mediante la experiencia (tajriba). Y esta perpendicular se eleva sobre el punto de la tangente de la esfera de la Tierra y el plano del (hissi) horizonte percibido. Este punto se desplaza junto con el movimiento de la Tierra y por lo tanto no existirá diferencia en cuanto al sitio en que caerán las dos piedras.

## Vigencia y crítica de la física aristotélica
El reinado de los conceptos físicos de Aristóteles duró acaso dos milenios, y fue la primera teoría especulativa de la física de la que se tengan noticias. Luego de los trabajos de Alhacen, Avicena, Avempace, al-Baghdadi, Jean Buridan, Galileo, Descartes, Isaac Newton y muchos otros, se aceptó que la física de Aristóteles no era correcta o viable.
Aun así, la física de Aristóteles fue capaz de sobrevivir hasta el siglo XVII, y probablemente más, ya que era enseñada todavía en las universidades de la época. El modelo de física de Aristóteles fue el principal impedimento académico para la creación de la ciencia física mucho después de que Aristóteles hubiera muerto.
En Europa, la teoría de Aristóteles fue desacreditada por primera vez en forma convincente por los trabajos de Galileo Galilei. Utilizando un telescopio, Galileo observó que la Luna no era completamente lisa, sino que en cambio tenía cráteres y montañas, contradiciendo la idea de Aristóteles de una Luna perfectamente lisa e incorruptible. Galileo también criticó este concepto desde un punto de vista teórico – una Luna perfectamente lisa reflejaría la luz en forma despareja como una bola de billar pulida, por lo que los bordes del disco lunar deberían tener un brillo distinto del de un punto en que un plano tangente refleje la luz solar directamente hacia nuestros ojos. Un Luna rugosa, en cambio, reflejaría en forma similar en todas direcciones, produciendo un disco con un brillo parejo que es exactamente lo que observamos. Galileo también descubrió que Júpiter tiene lunas, objetos que giran a su alrededor, al igual de la Tierra. Observó que Venus tiene fases, demostrando en forma concluyente que Venus, y por añadidura Mercurio, viajan en una órbita alrededor del Sol, y no alrededor de la Tierra.
Según la leyenda, Galileo dejó caer bolas de distintas densidades desde la Torre de Pisa y descubrió que, sin importar su peso, todas llegaban al suelo al mismo tiempo. También realizó experimentos cuantitativos haciendo rodar bolas por un plano inclinado, una forma de caída que es lo suficientemente lenta como para ser medida sin necesidad de recurrir a instrumentos sofisticados.
Dado que Aristóteles no creía que se podía describir un movimiento sin contar con un medio que lo rodeara, él no podía incorporar en sus análisis la resistencia del aire como un factor adicional. Un cuerpo más pesado cae más rápido que uno liviano, de la misma forma en un medio denso como el agua, y esto condujo a Aristóteles a especular que el ritmo de caída es proporcional a la masa e inversamente proporcional a la densidad del medio. A partir de sus experiencias sobre la caída de objetos en el agua, él concluyó que el agua era unas diez veces más densa que el aire. Sin embargo al pesar el volumen del aire comprimido, Galileo demostró que las ideas de Aristóteles sobreestiman la densidad del aire cuarenta veces. A partir de sus experimentos con planos inclinados, Galileo llegó a la conclusión de que todos los cuerpos caen al mismo ritmo si no se considera la fricción.
Galileo también trabajó en el desarrollo de una explicación teórica que apoyara su conclusión. Él se planteó el caso de dos cuerpos de diferentes masas y diferentes ritmos de caída que caen atados entre sí por una soga. ¿Es que este sistema combinado caerá más rápidamente porque ahora es más pesado, o es que el cuerpo más liviano en su caída más lenta retrasará la caída del cuerpo más pesado? La única respuesta convincente es ninguna de las dos: todos los sistemas caen al mismo ritmo.
Los seguidores de Aristóteles sabían que el movimiento de caída de los cuerpos no era uniforme, y que la velocidad aumentaba con el tiempo. Dado que el tiempo es una cantidad abstracta, los peripatéticos postularon que la velocidad era proporcional a la distancia recorrida. Pero Galileo determinó experimentalmente que la velocidad es proporcional con el tiempo, y dio asimismo una explicación teórica de por qué la velocidad no podía ser proporcional a la distancia. Utilizando terminología moderna, si el ritmo de caída es proporcional a la distancia, la ecuación diferencial de la distancia recorrida y el tiempo transcurrido es:{\displaystyle {dy \over dt}=y}
con la condición de que {\displaystyle y(0)=0}. Galileo demostró que este sistema permanecería en {\displaystyle y=0} por un tiempo indefinido. Por otra parte, si una perturbación ponía al sistema en movimiento, el objeto aumentaría su velocidad en forma exponencial con el tiempo, no en forma cuadrática como indicaban sus experimentos.
En julio de 1971, en la superficie de la Luna, el astronauta David Scott, comandante del Apolo 15, repitió el famoso experimento de Galileo dejando caer una pluma y un martillo simultáneamente. En ausencia de una atmósfera que opusiera fuerzas de rozamiento y aerodinámicas, los dos objetos cayeron e impactaron en la Luna al mismo tiempo.
Isaac Newton, mediante su ley de gravitación universal, fue el primero en expresar en lenguaje matemático una teoría cuantitativa y precisa de la gravedad. Según esta teoría, toda masa es atraída por toda otra masa mediante una fuerza que disminuye con el cuadrado de la distancia entre las dos masas. En 1915, la teoría de Newton fue modificada, aunque no invalidada, por Albert Einstein, quien desarrolló un nuevo marco de referencia para la gravedad, dentro de su teoría general de la relatividad.